# Slieveardagh Hills
Slieveardagh Hills är kullar i republiken Irland. De ligger i den centrala delen av landet, 110 km sydväst om huvudstaden Dublin.
Slieveardagh Hills sträcker sig 38 km i nord-sydlig riktning. Den högsta toppen är Boggan, 335 meter över havet.